# Alice Lardé de Venturino
Alice Lardé de Venturino (San Salvador, 29 de junio de 1895 – Ídem 13 de octubre de 1983) fue una poetisa, científica, pedagoga y compositora salvadoreña. Fue hija del ingeniero químico Jorge Lardé Bourdon y la profesora Amelia Arthés Echeverría, ambos de ascendencia francesa. Tuvo trece hermanos. 
Realizó sus estudios de primaria y secundaria en la escuela "Amelia Cuéllar" y en el Instituto Técnico Práctico de Señoritas, ambos en San Salvador. Contrajo matrimonio el 12 de julio de 1924 con el sociólogo chileno Agustín Venturino con quien procreó una hija: Alice Gabriela.
Sus primeros textos literarios los encontramos en la revista Espiral (1919-1922), en la cual mostraron sus trabajos reconocidos literatos como Salarrué, Miguel Ángel Espino y Claudia Lars. En agosto de 1923 se publicaron en El Heraldo de México algunos de sus poemas junto a los de Tula van Severen, Carmen Brannon y Mercedes Quintero en un suplemento artístico especial de escritoras salvadoreñas, dirigido por el periodista Mario Santa Cruz.
En mayo de 1924 lideró la creación de El eco de la patria, que buscaba ser un periódico capitalino para divulgar la propaganda patriótica del Comité Nacional Femenino Pro Patria Salvadoreña. Sin embargo, sólo se tiene registro del primer tiraje.
Fue colaboradora del periódico Patria (1928) desde Buenos Aires. Algunos de sus materiales científicos y bibliográficos fueron publicados por los periódicos mexicanos El Heraldo, Revista de revistas, La revista de Yucatán o Excelsior.
Perteneció a diversas organizaciones científicas y literarias, entre ellas: la Sociedad de Geología y Geografía de Francia; Academia de Ciencia de Córdoba, España; Centro cultural de Ica, Perú; Ateneo de El Salvador; Mesa Redonda Panamericana, etc. Asimismo, fue homenajeada por la Asamblea Legislativa de El Salvador en 1976, la Alcaldía de San Salvador, y la Dirección General de Correos, entre otros organismos. Creadora de técnicas de ultramicroscopía y procedimientos de investigación por el sistema ocular in vivo. El 27 de octubre de 1979 se le adjudicó el título de Mujer de las Américas (1979-1980) por la Unión de Mujeres Americanas en Nueva York.
Falleció en San Salvador el jueves 13 de octubre de 1983. Sus restos fueron sepultados en el Cementerio General de San Salvador, pero dos años después, fueron trasladados al área norponiente de la Cripta de los Poetas en el cementerio privado Jardines del Recuerdo.
Al momento de su muerte dejó una treintena de obras inéditas, entre las que merecen citarse El asombroso mundo de los átomos, Génesis del mundo y de la humanidad o Consejos a mi hija y a la tuya.

## Obra
Algunas de sus obras literarias:
- Pétalos del alma, poesía, San Salvador, 1921.
- Alma viril, poesía, Santiago de Chile, 1925.[4]
- Sangre del trópico, prosa poética, Santiago de Chile, 1925.[5]
- Belleza salvaje,[6] poesía, Madrid, 1927.
- El Nuevo Mundo Polar, poesía, Barcelona,1929.
- Grito al sol, volumen poético antológico, 1983.

Obra científica:
- ¿Es la electricidad el origen de la vida y de la muerte?,[7] Ensayo, Santiago de Chile,1943.
- La Electricidad, Alma Mater Universal : Fenómenos Cosmológicos y Bio –psicológicos, Ensayo, Barcelona, 1954.
- La Frigidez Sexual en la Mujer, Ensayo, México, 1967.

## Fragmento de su poesía
LIRIOS

Bajé anoche al jardín, y al fulgor de mis ojos
Se iluminó el camino con una luz ardiente;
Brotaron los rosales sus pétalos más rojos,
Y el cisne, taciturno, interrogó a la fuente…
Los lirios, sus corolas abrieron, perfumando
con  su embriagante aroma mi túnica violeta,
y  de mi cuerpo cálido se iba posesionando,
haciéndome sentir una ansiedad secreta…

Las mejores poesías líricas de los mejores poetas, Ed. Cervantes, Barcelona, 1925.